# 닙릭 작전
미국의 닙릭 핵 실험 시리즈(영어: United States's Niblick nuclear test series)는 1963년에서 1964년에 걸쳐 수행된 41차례의 핵실험들을 모아놓은 것이다. 이 실험들은 롤러코스터 작전 시리즈 다음에 이어졌고 휘트스톤 작전 시리즈 이전에 진행되었다.

## 핵 실험 목록
| 이름                         | 날짜 시간 (UT)                | 현지 시간대  | 위치                                                                               | 표고 + 높이                                | 전달 방식 목적         | 장치 | 핵출력     | 낙진                                           | 참조                                | 비고                                                                       |
| ---------------------------- | ----------------------------- | ------------ | ---------------------------------------------------------------------------------- | ------------------------------------------ | ---------------------- | ---- | ---------- | ---------------------------------------------- | ----------------------------------- | -------------------------------------------------------------------------- |
| Pekan                        | 1963년 8월 12일 23:45:00.13   | PST (–8 hrs) | NTS Area U3bw 북위 37° 02′ 30″ 서경 116° 00′ 59″ / 북위 37.04164° 서경 116.01644°  | 1,197 m (3,927 ft) – 302.27 m (991.7 ft)   | 지하 갱도, 무기 개발   |      | 8 kt       | 누출 감지됨, 1.1 MCi (41 PBq)                  | [ 1 ] [ 3 ] [ 4 ] [ 5 ] [ 6 ] [ 7 ] |                                                                            |
| Satsop                       | 1963년 8월 15일 13:00:00.15   | PST (–8 hrs) | NTS Area U2g 북위 37° 09′ 15″ 서경 116° 04′ 39″ / 북위 37.15407° 서경 116.07756°   | 1,306 m (4,285 ft) – 224.94 m (738.0 ft)   | 지하 갱도, 무기 개발   |      | 3 kt       |                                                | [ 1 ] [ 5 ] [ 6 ] [ 7 ]             |                                                                            |
| Kohocton – 1 (with Natches)  | 1963년 8월 23일 13:20:00.15   | PST (–8 hrs) | NTS Area U9ak 북위 37° 07′ 30″ 서경 116° 02′ 11″ / 북위 37.12492° 서경 116.03626°  | 1,289 m (4,229 ft) – 254.51 m (835.0 ft)   | 지하 갱도, 무기 개발   |      | 20 kt 미만 | 누출 감지됨, 3 kCi (110 TBq)                   | [ 1 ] [ 3 ] [ 4 ] [ 6 ] [ 7 ]       |                                                                            |
| Natches – 2 (with Kohocton)  | 1963년 8월 23일 13:20:00.14   | PST (–8 hrs) | NTS Area U9ak1 북위 37° 07′ 30″ 서경 116° 02′ 10″ / 북위 37.12492° 서경 116.03612° | 1,261 m (4,137 ft) +                       | 지하 갱도, 무기 개발   |      | 20 kt 미만 |                                                | [ 1 ] [ 6 ] [ 7 ]                   |                                                                            |
| Ahtanum                      | 1963년 9월 13일 13:53:00.15   | PST (–8 hrs) | NTS Area U2l 북위 37° 09′ 48″ 서경 116° 04′ 54″ / 북위 37.16333° 서경 116.08157°   | 1,320 m (4,330 ft) – 225.55 m (740.0 ft)   | 지하 갱도, 무기 개발   |      | 1 kt       | 누출 감지됨, 35 Ci (1,300 GBq)                 | [ 1 ] [ 3 ] [ 4 ] [ 5 ] [ 6 ] [ 7 ] |                                                                            |
| Bilby                        | 1963년 9월 13일 17:00:00.13   | PST (–8 hrs) | NTS Area U3on 북위 37° 03′ 38″ 서경 116° 01′ 21″ / 북위 37.06053° 서경 116.02237°  | 1,215 m (3,986 ft) – 714.3 m (2,344 ft)    | 지하 갱도, 무기 개발   |      | 249 kt     | 누출 감지됨, 1 Ci (37 GBq)                     | [ 1 ] [ 3 ] [ 4 ] [ 5 ] [ 6 ] [ 7 ] |                                                                            |
| Carp                         | 1963년 9월 27일 14:20:00.13   | PST (–8 hrs) | NTS Area U3cb 북위 37° 02′ 14″ 서경 116° 00′ 59″ / 북위 37.03728° 서경 116.01643°  | 1,193 m (3,914 ft) – 329.55 m (1,081.2 ft) | 지하 갱도, 무기 개발   |      | 80 t       | 현장에서 누출 감지됨, 1.1 kCi (41 TBq)         | [ 1 ] [ 3 ] [ 4 ] [ 6 ] [ 7 ] [ 8 ] |                                                                            |
| Narraguagus                  | 1963년 9월 27일 17:30:00.15   | PST (–8 hrs) | NTS Area U2f 북위 37° 09′ 17″ 서경 116° 04′ 27″ / 북위 37.15473° 서경 116.07423°   | 1,302 m (4,272 ft) – 150.27 m (493.0 ft)   | 지하 갱도, 무기 개발   |      | 80 t       | 누출 감지됨, 160 Ci (5,900 GBq)                | [ 1 ] [ 4 ] [ 6 ] [ 7 ] [ 8 ]       |                                                                            |
| Grunion                      | 1963년 10월 11일 14:00:00.11  | PST (–8 hrs) | NTS Area U3bz 북위 37° 02′ 14″ 서경 116° 01′ 19″ / 북위 37.03735° 서경 116.02196°  | 1,193 m (3,914 ft) – 261.31 m (857.3 ft)   | 지하 갱도, 무기 개발   |      | 8 kt       | 누출 감지됨, 4 kCi (150 TBq)                   | [ 1 ] [ 3 ] [ 4 ] [ 5 ] [ 6 ] [ 7 ] |                                                                            |
| Tornillo                     | 1963년 10월 11일 21:00:00.155 | PST (–8 hrs) | NTS Area U9aq 북위 37° 07′ 07″ 서경 116° 02′ 05″ / 북위 37.11867° 서경 116.03473°  | 1,267 m (4,157 ft) – 149.05 m (489.0 ft)   | 지하 갱도, 평화적 연구 |      | 380 t      | 누출 감지됨, 520 Ci (19,000 GBq)               | [ 1 ] [ 3 ] [ 4 ] [ 5 ] [ 6 ] [ 7 ] | 굴착을 위한 깨끗한 장치 제공을 위한 플라우셰어 실험.                       |
| Clearwater                   | 1963년 10월 16일 17:00:00.14  | PST (–8 hrs) | NTS Area U12q 북위 37° 11′ 53″ 서경 116° 13′ 49″ / 북위 37.19812° 서경 116.23038°  | 2,233 m (7,326 ft) – 548.03 m (1,798.0 ft) | 지하 갱도, 무기 개발   |      | 60 kt      | 누출 감지됨, 4.6 kCi (170 TBq)                 | [ 1 ] [ 3 ] [ 4 ] [ 6 ] [ 7 ]       |                                                                            |
| Mullet                       | 1963년 10월 17일 15:00:00.15  | PST (–8 hrs) | NTS Area U2ag 북위 37° 07′ 51″ 서경 116° 04′ 04″ / 북위 37.13076° 서경 116.06783°  | 1,275 m (4,183 ft) – 60.35 m (198.0 ft)    | 지하 갱도, 안전 실험   |      | 20 kt 미만 |                                                | [ 1 ] [ 6 ] [ 7 ]                   |                                                                            |
| Shoal                        | 1963년 10월 26일 17:00:00.1   | PST (–8 hrs) | Fallon, Nevada 북위 39° 12′ 00″ 서경 118° 22′ 52″ / 북위 39.20012° 서경 118.38124° | 1,603 m (5,259 ft) – 370 m (1,210 ft)      | 지하 갱도, 공동 검증   |      | 12 kt      | 누출 감지됨, 110 Ci (4,100 GBq)                | [ 1 ] [ 4 ] [ 7 ]                   | 벨라 유니폼 계획, 지하 실험 감지 조사.                                     |
| Anchovy                      | 1963년 11월 14일 16:00:00.12  | PST (–8 hrs) | NTS Area U3bq 북위 37° 02′ 22″ 서경 116° 01′ 09″ / 북위 37.03947° 서경 116.01913°  | 1,194 m (3,917 ft) – 260.25 m (853.8 ft)   | 지하 갱도, 무기 개발   |      | 9 kt       | 현장에서 누출 감지됨, 230 kCi (8,500 TBq) 미만 | [ 1 ] [ 3 ] [ 4 ] [ 5 ] [ 6 ] [ 7 ] |                                                                            |
| Mustang                      | 1963년 11월 15일 15:00:00.15  | PST (–8 hrs) | NTS Area U9at 북위 37° 07′ 56″ 서경 116° 02′ 52″ / 북위 37.13226° 서경 116.04776°  | 1,257 m (4,124 ft) – 165.81 m (544.0 ft)   | 지하 갱도, 무기 개발   |      | 2 kt       | 누출 감지됨, 100 Ci (3,700 GBq)                | [ 1 ] [ 3 ] [ 4 ] [ 5 ] [ 6 ] [ 7 ] |                                                                            |
| Greys                        | 1963년 11월 22일 17:30:00.15  | PST (–8 hrs) | NTS Area U9ax 북위 37° 07′ 09″ 서경 116° 02′ 46″ / 북위 37.11929° 서경 116.04604°  | 1,248 m (4,094 ft) – 300.84 m (987.0 ft)   | 지하 갱도, 무기 개발   |      | 20 kt      | 누출 감지됨, 460 Ci (17,000 GBq) 미만          | [ 1 ] [ 3 ] [ 4 ] [ 5 ] [ 6 ] [ 7 ] |                                                                            |
| Barracuda – 2 (with Sardine) | 1963년 12월 4일 16:38:30.13   | PST (–8 hrs) | NTS Area U3cr 북위 37° 02′ 38″ 서경 116° 00′ 47″ / 북위 37.04386° 서경 116.01295°  | 1,202 m (3,944 ft) – 263.3 m (864 ft)      | 지하 갱도, 무기 개발   |      | 20 kt 미만 | 현장에서 누출 감지됨, 100 Ci (3,700 GBq)       | [ 1 ] [ 4 ] [ 6 ] [ 7 ]             | 동시, 개별 구멍.                                                           |
| Sardine – 1 (with Barracuda) | 1963년 12월 4일 16:38:30.118  | PST (–8 hrs) | NTS Area U3ch 북위 37° 02′ 23″ 서경 116° 01′ 48″ / 북위 37.03959° 서경 116.03009°  | 1,194 m (3,917 ft) – 262 m (860 ft)        | 지하 갱도, 무기 개발   |      | 8 kt       | 현장에서 누출 감지됨, 30 Ci (1,100 GBq)        | [ 1 ] [ 3 ] [ 4 ] [ 5 ] [ 6 ] [ 7 ] | 동시, 개별 구멍.                                                           |
| Eagle                        | 1963년 12월 12일 16:02:00.15  | PST (–8 hrs) | NTS Area U9av 북위 37° 07′ 52″ 서경 116° 02′ 41″ / 북위 37.13098° 서경 116.04476°  | 1,254 m (4,114 ft) – 164.59 m (540.0 ft)   | 지하 갱도, 무기 개발   |      | 5.3 kt     | 현장 밖에서 누출 감지됨, 760 Ci (28,000 GBq)   | [ 1 ] [ 3 ] [ 4 ] [ 5 ] [ 6 ] [ 7 ] |                                                                            |
| Tuna                         | 1963년 12월 20일 15:24:00.13  | PST (–8 hrs) | NTS Area U3de 북위 37° 03′ 10″ 서경 116° 02′ 03″ / 북위 37.05277° 서경 116.03413°  | 1,203 m (3,947 ft) – 414.35 m (1,359.4 ft) | 지하 갱도, 무기 개발   |      | 20 kt 미만 | 현장에서 누출 감지됨, 0.1 Ci (3.7 GBq) 미만    | [ 1 ] [ 3 ] [ 4 ] [ 6 ] [ 7 ]       |                                                                            |
| Fore                         | 1964년 1월 16일 16:00:00.15   | PST (–8 hrs) | NTS Area U9ao 북위 37° 08′ 31″ 서경 116° 03′ 01″ / 북위 37.14205° 서경 116.05014°  | 1,263 m (4,144 ft) – 490.42 m (1,609.0 ft) | 지하 갱도, 무기 개발   |      | 38 kt      | 누출 감지됨, 1.2 kCi (44 TBq)                  | [ 1 ] [ 3 ] [ 4 ] [ 5 ] [ 6 ] [ 7 ] |                                                                            |
| Oconto                       | 1964년 1월 23일 16:00:00.15   | PST (–8 hrs) | NTS Area U9ay 북위 37° 07′ 35″ 서경 116° 02′ 14″ / 북위 37.12637° 서경 116.0372°   | 1,260 m (4,130 ft) – 264.69 m (868.4 ft)   | 지하 갱도, 무기 개발   |      | 10.5 kt    | 현장 밖에서 누출 감지됨, 30 kCi (1,100 TBq)    | [ 1 ] [ 3 ] [ 4 ] [ 5 ] [ 6 ] [ 7 ] |                                                                            |
| Club                         | 1964년 1월 30일 16:00:00.15   | PST (–8 hrs) | NTS Area U2aa 북위 37° 08′ 10″ 서경 116° 04′ 18″ / 북위 37.13616° 서경 116.07153°  | 1,283 m (4,209 ft) – 180.44 m (592.0 ft)   | 지하 갱도, 무기 개발   |      | 2 kt       | 누출 감지됨, 590 Ci (22,000 GBq)               | [ 1 ] [ 3 ] [ 4 ] [ 6 ] [ 7 ] [ 8 ] |                                                                            |
| Solendon                     | 1964년 2월 12일 15:38:00.12   | PST (–8 hrs) | NTS Area U3cz 북위 37° 03′ 24″ 서경 116° 01′ 48″ / 북위 37.05659° 서경 116.02998°  | 1,206 m (3,957 ft) – 150.17 m (492.7 ft)   | 지하 갱도, 무기 개발   |      | 20 kt 미만 | 현장에서 누출 감지됨, 10 Ci (370 GBq)          | [ 1 ] [ 3 ] [ 4 ] [ 6 ] [ 7 ]       |                                                                            |
| Bunker                       | 1964년 2월 13일 15:30:00.15   | PST (–8 hrs) | NTS Area U9bb 북위 37° 07′ 55″ 서경 116° 02′ 00″ / 북위 37.13201° 서경 116.03325°  | 1,270 m (4,170 ft) – 226.77 m (744.0 ft)   | 지하 갱도, 무기 개발   |      | 1.5 kt     | 현장에서 누출 감지됨, 420 Ci (16,000 GBq) 미만 | [ 1 ] [ 3 ] [ 4 ] [ 6 ] [ 7 ] [ 8 ] |                                                                            |
| Bonefish                     | 1964년 2월 18일 15:37:19.12   | PST (–8 hrs) | NTS Area U3bt 북위 37° 03′ 34″ 서경 116° 02′ 03″ / 북위 37.05937° 서경 116.03405°  | 1,207 m (3,960 ft) – 300.76 m (986.7 ft)   | 지하 갱도, 무기 개발   |      | 5 kt       | 누출 감지됨, 19 Ci (700 GBq)                   | [ 1 ] [ 4 ] [ 6 ] [ 7 ] [ 8 ]       |                                                                            |
| Mackerel                     | 1964년 2월 18일 15:37:37.124  | PST (–8 hrs) | NTS Area U4b 북위 37° 05′ 44″ 서경 116° 03′ 06″ / 북위 37.09558° 서경 116.05159°   | 1,236 m (4,055 ft) – 333.71 m (1,094.8 ft) | 지하 갱도, 무기 개발   |      | 20 kt 미만 |                                                | [ 1 ] [ 6 ] [ 7 ]                   |                                                                            |
| Klickitat                    | 1964년 2월 20일 15:30:00.15   | PST (–8 hrs) | NTS Area U10e 북위 37° 09′ 03″ 서경 116° 02′ 28″ / 북위 37.15084° 서경 116.04098°  | 1,273 m (4,177 ft) – 492.56 m (1,616.0 ft) | 지하 갱도, 평화적 연구 |      | 70 kt      | 누출 감지됨, 10 Ci (370 GBq) 미만              | [ 1 ] [ 3 ] [ 4 ] [ 5 ] [ 6 ] [ 7 ] | 굴착 용으로 개선된 핵 폭발 장치를 생산하기 위한 플라우셰어 장치 개발 실험. |
| Handicap                     | 1964년 3월 12일 15:00:00.01   | PST (–8 hrs) | NTS Area U9ba 북위 37° 07′ 48″ 서경 116° 02′ 14″ / 북위 37.12995° 서경 116.03726°  | 1,261 m (4,137 ft) – 143.26 m (470.0 ft)   | 지하 갱도, 무기 개발   |      | 200 t      | 현장에서 누출 감지됨, 300 Ci (11,000 GBq)      | [ 1 ] [ 3 ] [ 4 ] [ 6 ] [ 7 ] [ 8 ] |                                                                            |
| Pike                         | 1964년 3월 13일 16:02:00.12   | PST (–8 hrs) | NTS Area U3cy 북위 37° 03′ 02″ 서경 116° 00′ 44″ / 북위 37.05042° 서경 116.01224°  | 1,211 m (3,973 ft) – 114.5 m (376 ft)      | 지하 갱도, 무기 개발   |      | 2 kt       | 현장 밖에서 누출 감지됨, 120 kCi (4,400 TBq)   | [ 1 ] [ 3 ] [ 4 ] [ 5 ] [ 6 ] [ 7 ] | 폭발 후 69초 동안 대량 누출되다가 굴뚝 붕괴로 진정됨. 단층 균열 가능성.    |
| Hook                         | 1964년 4월 14일 14:40:00.15   | PST (–8 hrs) | NTS Area U9bc 북위 37° 07′ 44″ 서경 116° 01′ 51″ / 북위 37.12887° 서경 116.0307°   | 1,276 m (4,186 ft) – 203.67 m (668.2 ft)   | 지하 갱도, 무기 개발   |      | 3 kt       | 현장에서 누출 감지됨, 350 Ci (13,000 GBq) 미만 | [ 1 ] [ 3 ] [ 4 ] [ 5 ] [ 6 ] [ 7 ] |                                                                            |
| Sturgeon                     | 1964년 4월 15일 14:30:00.12   | PST (–8 hrs) | NTS Area U3bo 북위 37° 02′ 38″ 서경 116° 01′ 09″ / 북위 37.04393° 서경 116.01911°  | 1,198 m (3,930 ft) – 149.77 m (491.4 ft)   | 지하 갱도, 무기 개발   |      | 2 kt       | 누출 감지됨, 230 Ci (8,500 GBq)                | [ 1 ] [ 3 ] [ 4 ] [ 5 ] [ 6 ] [ 7 ] |                                                                            |
| Bogey                        | 1964년 4월 17일 15:29:52.28   | PST (–8 hrs) | NTS Area U9au 북위 37° 07′ 10″ 서경 116° 02′ 05″ / 북위 37.11944° 서경 116.03476°  | 1,265 m (4,150 ft) – 118.84 m (389.9 ft)   | 지하 갱도, 무기 개발   |      | 20 kt 미만 | 현장에서 누출 감지됨, 60 Ci (2,200 GBq) 미만   | [ 1 ] [ 3 ] [ 4 ] [ 6 ] [ 7 ]       |                                                                            |
| Turf                         | 1964년 4월 24일 20:10:00.15   | PST (–8 hrs) | NTS Area U10c 북위 37° 08′ 59″ 서경 116° 03′ 22″ / 북위 37.14982° 서경 116.05609°  | 1,272 m (4,173 ft) – 506.88 m (1,663.0 ft) | 지하 갱도, 무기 개발   |      | 38 kt      | 누출 감지됨, 200 Ci (7,400 GBq) 미만           | [ 1 ] [ 3 ] [ 4 ] [ 5 ] [ 6 ] [ 7 ] |                                                                            |
| Pipefish                     | 1964년 4월 29일 20:47:00.12   | PST (–8 hrs) | NTS Area U3co 북위 37° 02′ 22″ 서경 116° 01′ 38″ / 북위 37.03954° 서경 116.02735°  | 1,194 m (3,917 ft) – 261.92 m (859.3 ft)   | 지하 갱도, 무기 개발   |      | 15 kt      | I-131 누출 감지됨, 0                           | [ 1 ] [ 3 ] [ 5 ] [ 6 ] [ 7 ] [ 8 ] |                                                                            |
| Driver                       | 1964년 5월 7일 13:00:00.15    | PST (–8 hrs) | NTS Area U9ar 북위 37° 07′ 13″ 서경 116° 02′ 28″ / 북위 37.12021° 서경 116.04116°  | 1,253 m (4,111 ft) – 148.19 m (486.2 ft)   | 지하 갱도, 무기 개발   |      | 20 kt 미만 | 현장에서 누출 감지됨, 37 Ci (1,400 GBq)        | [ 1 ] [ 3 ] [ 4 ] [ 6 ] [ 7 ]       |                                                                            |
| Backswing                    | 1964년 5월 14일 14:40:00.15   | PST (–8 hrs) | NTS Area U9aw 북위 37° 07′ 02″ 서경 116° 02′ 23″ / 북위 37.11729° 서경 116.03981°  | 1,257 m (4,124 ft) – 163.37 m (536.0 ft)   | 지하 갱도, 무기 개발   |      | 8 kt       | 현장에서 누출 감지됨, 37 Ci (1,400 GBq)        | [ 1 ] [ 3 ] [ 4 ] [ 5 ] [ 6 ] [ 7 ] |                                                                            |
| Minnow                       | 1964년 5월 15일 16:15:00.12   | PST (–8 hrs) | NTS Area U3cv 북위 37° 02′ 30″ 서경 116° 00′ 47″ / 북위 37.04167° 서경 116.01297°  | 1,199 m (3,934 ft) – 241.34 m (791.8 ft)   | 지하 갱도, 무기 개발   |      | 6 kt       |                                                | [ 1 ] [ 5 ] [ 6 ] [ 7 ]             |                                                                            |
| Ace                          | 1964년 6월 11일 16:45:00.15   | PST (–8 hrs) | NTS Area U2n 북위 37° 08′ 55″ 서경 116° 04′ 37″ / 북위 37.14856° 서경 116.07687°   | 1,300 m (4,300 ft) – 262.74 m (862.0 ft)   | 지하 갱도, 평화적 연구 |      | 3 kt       | 현장에서 누출 감지됨, 9 Ci (330 GBq)           | [ 1 ] [ 3 ] [ 4 ] [ 6 ] [ 7 ]       | 굴착 용으로 개선된 핵 폭발 장치를 생산하기 위한 플라우셰어 장치 개발 실험. |
| Bitterling                   | 1964년 6월 12일 14:01:00.1    | PST (–8 hrs) | NTS Area U3cu 북위 37° 02′ 20″ 서경 116° 00′ 47″ / 북위 37.03892° 서경 116.01293°  | 1,196 m (3,924 ft) – 192.6 m (632 ft)      | 지하 갱도, 무기 개발   |      | 500 t      |                                                | [ 1 ] [ 6 ] [ 7 ] [ 8 ] [ 9 ]       |                                                                            |
| Duffer                       | 1964년 6월 18일 13:30:00.2    | PST (–8 hrs) | NTS Area U10ds 북위 37° 09′ 57″ 서경 116° 02′ 21″ / 북위 37.16595° 서경 116.03928° | 1,288 m (4,226 ft) – 445.71 m (1,462.3 ft) | 지하 갱도, 무기 개발   |      | 150 t      | 누출 감지됨, 41 Ci (1,500 GBq) 미만            | [ 1 ] [ 4 ] [ 6 ] [ 7 ] [ 8 ]       |                                                                            |
| Fade                         | 1964년 6월 25일 13:30:00.14   | PST (–8 hrs) | NTS Area U9be 북위 37° 06′ 40″ 서경 116° 01′ 47″ / 북위 37.11109° 서경 116.02965°  | 1,280 m (4,200 ft) – 205.16 m (673.1 ft)   | 지하 갱도, 무기 개발   |      | 6 kt       | 현장에서 누출 감지됨, 35 Ci (1,300 GBq)        | [ 1 ] [ 3 ] [ 4 ] [ 5 ] [ 6 ] [ 7 ] |                                                                            |
| Dub                          | 1964년 6월 30일 13:33:00.14   | PST (–8 hrs) | NTS Area U10a 북위 37° 10′ 28″ 서경 116° 03′ 26″ / 북위 37.17434° 서경 116.05736°  | 1,282 m (4,206 ft) – 258.56 m (848.3 ft)   | 지하 갱도, 평화적 연구 |      | 11.7 kt    | 현장에서 누출 감지됨, 29 Ci (1,100 GBq)        | [ 1 ] [ 3 ] [ 5 ] [ 6 ] [ 7 ] [ 8 ] | 배치 기술을 개발하기 위한 플라우셰어 실험.                                 |

1. ↑  폭탄 실험은 살보 테스트일 수 있으며, "연속적인 개별 폭발 사이의 시간이 5초를 초과하지 않고 모든 폭발 장치의 매설 지점을 직선으로 연결할 수 있으며, 각 직선은 두 매설 지점을 연결하고 길이가 40킬로미터를 초과하지 않는" 두 개 이상의 폭발로 정의된다. Mikhailov, V. N. “Catalog of World Wide Nuclear Testing”. Begell-Atom. 2014년 4월 26일에 원본 문서에서 보존된 문서.
2. ↑  미국, 프랑스, 영국은 실험 이벤트에 코드명을 부여한 반면, 소련과 중국은 그러지 않아 테스트 번호만 있다(일부 예외 - 소련의 평화적 폭발은 이름이 부여되었다). 이름이 고유명사가 아닌 한 괄호 안의 단어 번역은 영어로 되어 있다. 하이픈 뒤에 숫자가 붙으면 살보 이벤트의 구성원을 나타낸다. 미국은 때때로 이러한 살보 테스트에서 개별 폭발에 이름을 부여하기도 했는데, 이는 "이름1 – 1(이름2 포함)"과 같은 결과를 낳는다. 테스트가 취소되거나 중단된 경우, 날짜 및 위치와 같은 행 데이터는 알려진 경우 의도된 계획을 공개한다.
3. ↑  UT 시간을 표준 현지 시간으로 변환하려면, UT 시간에 괄호 안의 시간을 더하고; 현지 일광 절약 시간의 경우 한 시간을 추가한다. 결과가 00:00보다 이르면 24시간을 더하고 날짜에서 1을 빼고; 24:00 이상이면 24시간을 빼고 날짜에 1을 더한다.
4. ↑  대략적인 지명 및 위도/경도 참조; 로켓 발사 테스트의 경우, 알려진 경우 폭발 위치 이전에 발사 위치가 지정된다. 일부 위치는 매우 정확하지만; 다른 위치(공중 투하 및 우주 폭발과 같은)는 상당히 부정확할 수 있다. "~"는 해당 지역의 다른 테스트와 공유되는 대략적인 형식상의 위치를 나타낸다.
5. ↑  표고는 폭발 지점 바로 아래의 지면 수준을 해수면 기준으로 나타낸 것이고; 높이는 탑, 풍선, 수직갱, 터널, 공중 투하 또는 기타 장치로 추가되거나 빼진 거리이다. 로켓 폭발의 경우 지면 수준은 "해당 없음"이다. 어떤 경우에는 높이가 절대적인지 지면에 대한 상대적인지 불분명하다(예: 플럼밥/존). 숫자나 단위가 없으면 값이 알 수 없음을 나타내고, "0"은 0을 의미한다. 이 열의 정렬은 표고와 높이를 합한 값으로 한다.
6. ↑  대기, 공중 투하, 풍선, 총, 순항 미사일, 로켓, 지표, 탑, 바지선 등은 모두 부분적 핵실험 금지 조약에 의해 금지된다. 밀폐된 수직갱과 터널은 지하에 있으며, PTBT 하에서도 유용하게 사용되었다. 의도적인 분화구 생성 실험은 논란의 여지가 있다; 이는 조약 하에서 발생했으며, 때때로 항의를 받았고, 일반적으로 실험이 평화적 용도로 선언된 경우 간과되었다.
7. ↑  무기 개발, 무기 효과, 안전 실험, 운송 안전 실험, 전쟁, 과학, 공동 검증, 산업/평화적 사용 등을 포함하며, 더 세분화될 수 있다.
8. ↑  알려진 시험 품목에 대한 지정, "?"는 이전 값에 대한 약간의 불확실성을 나타내며, 특정 장치에 대한 별명은 따옴표 안에 있다. 이 정보 범주는 종종 공식적으로 공개되지 않는다.
9. ↑  톤, 킬로톤, 메가톤 단위의 추정 에너지 출력. 1톤의 TNT 환산은 4.184 기가줄(1 기가칼로리)로 정의된다.
10. ↑  알려진 경우 즉각적인 중성자 외에 대기로 방출되는 방사능. 언급된 경우 측정된 종은 요오드-131 뿐이고, 그렇지 않으면 모든 종이다. 항목이 없으면 알 수 없음을 의미하며, 지하인 경우 아마도 없을 것이고, 그렇지 않은 경우 "모두"이다; 그 외에는 알려진 경우 현장 또는 현장 밖에서 측정되었는지 여부 및 방출된 방사능의 측정량을 나타내는 표기법.